# Công Tôn Lục Ngạc
Công Tôn Lục Ngạc là một nhân vật giả tưởng trong tiểu thuyết của Kim Dung. 

## Trong tiểu thuyết
Cô là một cô gái với vẻ đẹp rất thanh nhã, trái tim vĩnh viễn trong suốt như pha lê, là con gái duy nhất của Công Tôn Chỉ, một lãnh chúa trong thế gian khắc nghiệt tại Tuyệt tình Cốc. Từ bé đến lớn cô sống trong sự cô đơn thanh vắng giữa chốn núi rừng êm đẹp thơ mộng nơi Tuyệt Tình Cốc, hằng ngày cô chỉ có những người bạn là cây cối, hoa lá, chim muông và những người hầu trong gia tộc của cô. Cho đến một ngày khi cha cô vô tình gặp được Tiểu Long Nữ trong khu rừng tại Tuyệt Tình Cốc sau khi buồn bực bỏ đi vì Dương Quá và luyện công tới mức tẩu hỏa, biến cố này cũng là sự kiện khiến cuộc đời cô thay đổi. Tiểu Long Nữ được Công Tôn Chỉ cứu và cô đã chút nữa lấy hắn làm chồng nếu như Dương Quá không đến kịp. Dương Quá đến với Tuyệt Tình Cốc với hy vọng sẽ tìm thấy và cứu Cô Cô trở về thế nhưng chàng không biết rằng mình đã mang lại nỗi tủi nhục và mang ơn rất nhiều từ Lục Ngạc. Với một con người tốt đẹp như Dương Quá thì có thiếu nữ nào kìm nổi lòng mình, cô đã rất thích Dương đại ca và tình yêu của cô cũng như bao loài hoa chốn Tuyệt Tình không nói nên một lời dù nhỏ bé. Nhưng cô không ích kỉ bỏ mặc Dương đại ca, tình yêu ấy đã vượt lên tất cả là tấm lòng yêu thương vô hạn, cô hết sức giúp Dương Quá và Tiểu Long Nữ thoát khỏi dã tâm quái ác của cha mình, cô vứt bỏ tất cả kể cả tính mạng của mình để cứu giúp Dương Quá và Tiểu Long Nữ. Do bị cha phát hiện nên cô và Dương Quá bị Công Tôn Chỉ vứt bỏ xuống giếng sâu, không ngờ đây lại là một sự may mắn khi họ đã gặp lại Cừu Thiên Xích chính là vợ năm xưa của Công Tôn Chỉ và chính là mẹ của Lục Ngạc, năm bà ta bị Công Tôn Chỉ cắt hết gân tay và chân rồi vứt xuống giếng này không ngờ bà chưa chết. Dương Quá võ công cao cường cứu hai mẹ con lên khỏi giếng, Cừu Thiên Xích biết Dương Quá là người tốt nên đã muốn gả con gái cho Dương Quá nhưng chàng không chấp thuận. Cô rất buồn nhưng không vì thế cô bỏ Dương Quá, hết lần này đến lần khác cô luôn ra tay cứu hai người họ, khi mẹ cô bảo cô lấy thuốc giả cô lấy thuốc thật, khi mẹ không cho Dương đại ca thuốc chữa độc hoa Tình cô lao vào bụi hoa tình để mẹ cho cô thuốc giải rồi cô mang cho Dương đại ca. Khi cha cô - Công Tôn Chỉ vì muốn đào thoát và giành lấy viên tuyệt tình đơn cuối cùng để làm món quà ân tình nhằm lung lạc Lý Mạc Sầu, đã khống chế cô để uy hiếp Dương Quá và tất cả mọi người. Cô chịu sự nhẫn tâm, độc ác của người cha, vốn là người hiền lành nên đã không do dự mà đỡ cho Dương Quá nhát đao chí mạng, hân hoan rời xa cõi thế, để chàng và mọi người thoát khỏi uy hiếp mà giành lại tuyệt tình đơn. Kéo dài thêm cuộc sống có chăng chỉ là kéo dài thêm nỗi đau trong lòng. Với nàng, đây chính là sự giải thoát.

## Phim ảnh
- Thần điêu đại hiệp (phim 1983): Chu Tiểu Mỹ
- Thần điêu đại hiệp (phim 1995): Tô Ngọc Hoa
- Thần điêu đại hiệp (phim truyền hình 2006): Phó Miểu
- Thần điêu đại hiệp (phim truyền hình 2014): Ô Tĩnh Tĩnh
- Thần điêu đại hiệp (phim truyền hình 2019): Lương Bảo Linh

Cha: Công Tôn Chỉ
Mẹ: Cừu Thiên Xích